# Flughafen Saarbrücken

i7
i11
i13
Der Flughafen Saarbrücken (IATA-Code: SCN, ICAO-Code: EDDR) ist einer von 15 internationalen Verkehrsflughäfen in Deutschland. Er befindet sich im Osten der saarländischen Landeshauptstadt Saarbrücken auf einer Anhöhe im Stadtteil Ensheim. Damit liegt er im Zentrum der europäischen SaarLorLux-Region in unmittelbarer Nähe zu der französischen Region Lothringen, zu Luxemburg und Rheinland-Pfalz. Ab dem Flughafen Saarbrücken gibt es sowohl Linien- als auch Charterverbindungen innerhalb Deutschlands und Europas. Die gewerblichen und privaten Flüge (Allgemeine Luftfahrt) werden über den General Aviation Terminal (GAT) abgefertigt.
Träger des Flughafens ist die Flug-Hafen-Saarland GmbH (fh Saar), Eigentümer und Gesellschafter ist das Saarland. Alle Aktivitäten außerhalb des reinen Flugbetriebes besorgt die Strukturholding Saar GmbH (SHS).

## Verkehrsanbindung

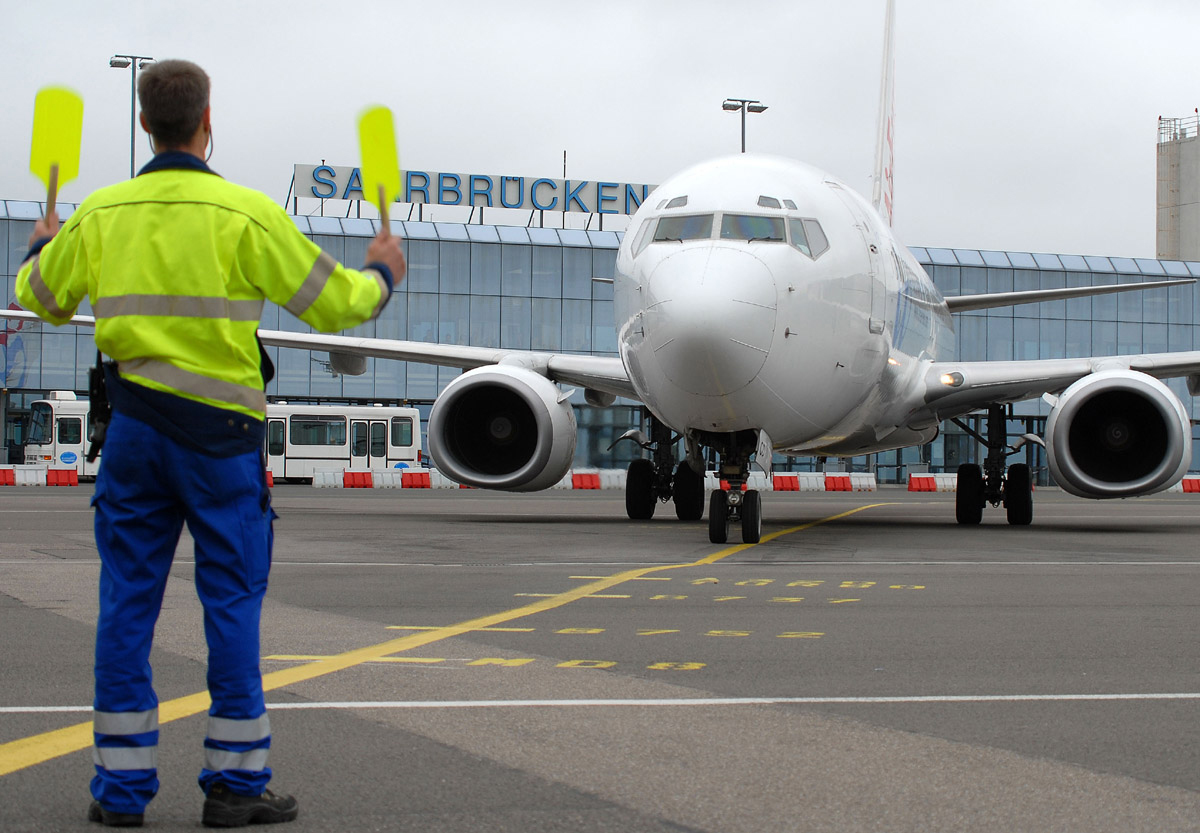
Flugzeug auf dem Vorfeld

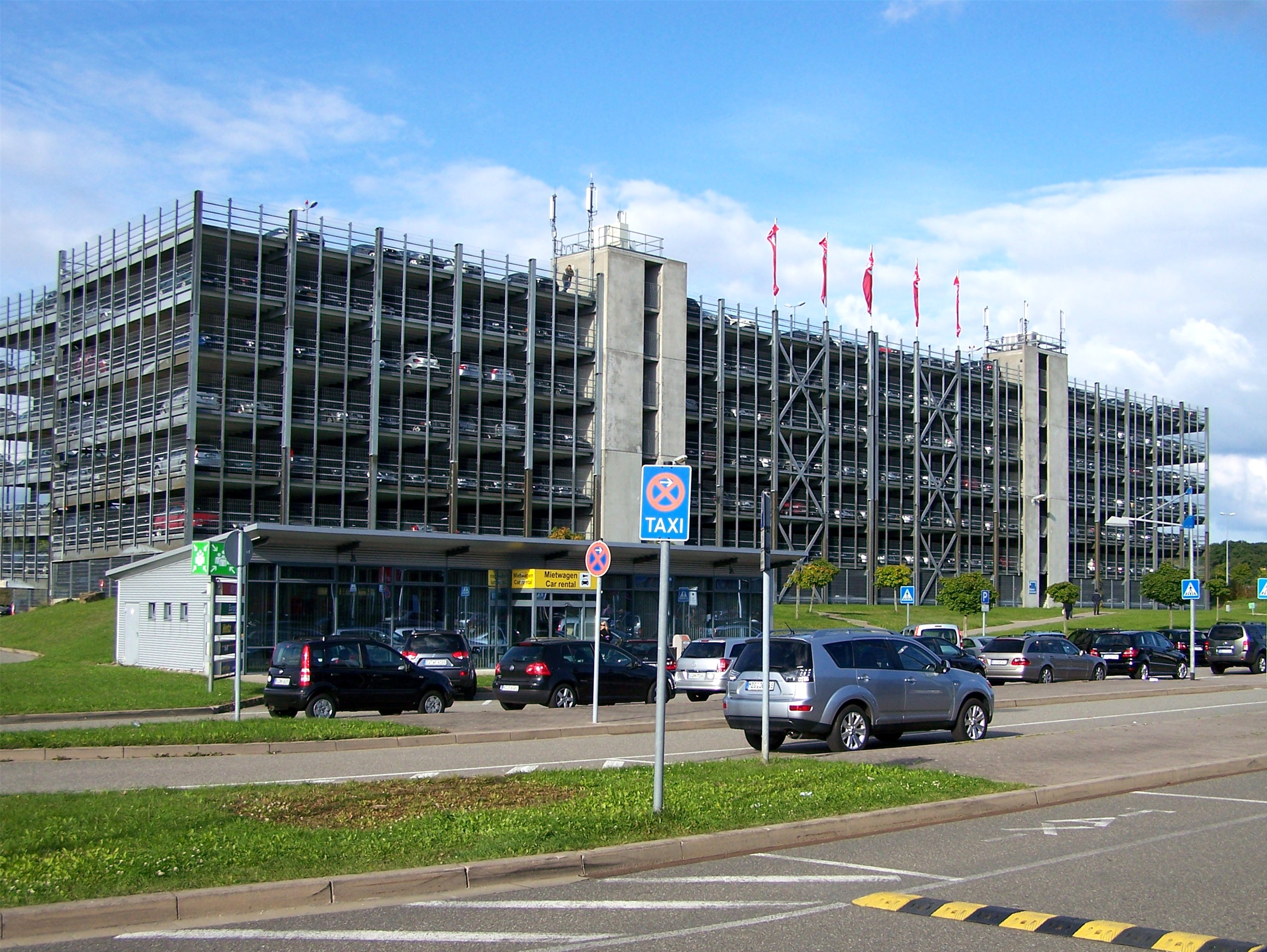
Parkhaus am Flughafen Saarbrücken

In unmittelbarer Nähe zum Terminal stehen in einem Parkhaus knapp 1000 PKW-Stellplätze zur Verfügung, etwa die gleiche Anzahl ist auf zwei weiteren Parkplätzen vorhanden. Beim Flughafen-Terminal befinden sich eine Mietwagen-Station, Taxistände und Haltestellen für die ÖPNV-Bus-Linie R 10 mit Anschlüssen nach Saarbrücken und Blieskastel. Außerdem wird der Flughafen von mehreren Shuttle-Diensten angefahren.

Aus dem gesamten Einzugsgebiet ist der Airport mit dem Auto gut zu erreichen: Über die A 6 aus Richtung Saarbrücken über die Abfahrt zur L 108, aus Richtung St. Ingbert über die Abfahrt St. Ingbert-West. Die Autobahnen A6, A8, A1, A 620 und A 623 erschließen den Flughafen für die gesamte Großregion.
Am Hauptbahnhof in Saarbrücken besteht Anschluss an das nationale und internationale ICE-Netz, den Regionalverkehr und den Saarbrücker Stadtverkehr (Stadtbahn-, Stadtbus- und Regionalbusnetz).

## Geschichte
Am 17. September 1928 fiel die Entscheidung über die Aufnahme des Flugbetriebs in Saarbrücken. Die Linien Saarbrücken-Frankfurt und Saarbrücken-Paris wurden eröffnet. Der Verkehrslandeplatz lag in Saarbrücken-St. Arnual. Bald wurde das Streckennetz erheblich erweitert, und der Flugverkehr erreichte bis 1939 einen Höhepunkt. Die Planungen für einen neuen Flughafen auf der Anhöhe bei Ensheim begannen, wurden jedoch 1939 mit dem Ausbruch des Zweiten Weltkrieges auf Eis gelegt.
Im Jahr 1964 sollte das Saarland im Zuge der Rückgliederung in die Bundesrepublik wieder in den deutschen und europäischen Luftverkehr eingebunden werden, und zwar durch den Flughafen in Ensheim. Am 21. August 1967 begann mit der Wiedereinrichtung der Fluglinie Saarbrücken-Düsseldorf vom inzwischen fertig gestellten Flughafen Ensheim aus eine neue Phase im regulären Luftverkehr des Saarlandes; zwei Jahre später folgten weitere Verbindungen, darunter München, Frankfurt und Berlin. Auf einem ICAA-Kongress (International Civil Airports Association, Weltverband der Flughäfen) im Jahr 1972 wurde der Flughafen Saarbrücken zum damals elften internationalen Verkehrsflughafen der Bundesrepublik Deutschland erklärt. Die Deutsche Lufthansa eröffnete ihre Station in Saarbrücken-Ensheim wieder und nahm am 1. November 1975 die Linienflüge nach Frankfurt und Düsseldorf auf. Modern Air, Pan Am, TAT European Airlines, Dan-Air und Hamburg Airlines waren in der Vergangenheit die Luftverkehrsgesellschaften, die die Berlin-Strecke bedienten. Ab April 1980 wurden die Liniendienste durch DLT übernommen. Doch besonders Charterflüge wurden für den Flughafen immer bedeutender.

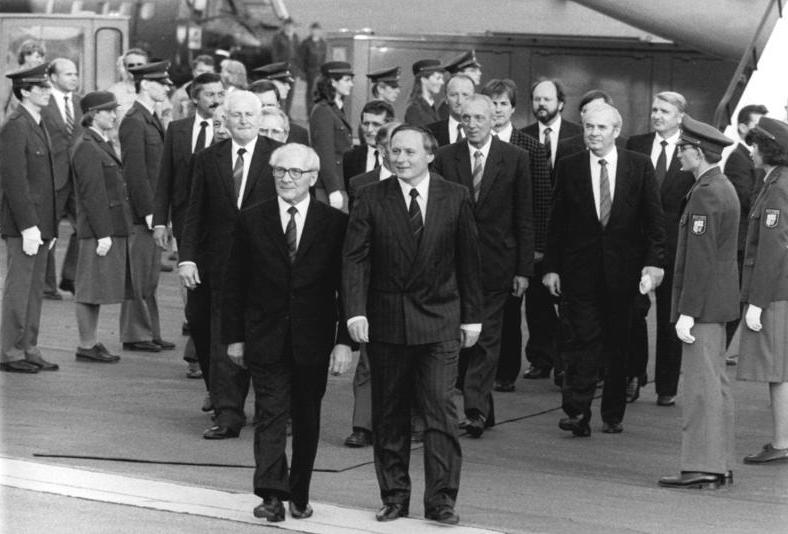
Begrüßung Erich Honeckers durch Ministerpräsident Lafontaine auf dem Flughafen Saarbrücken während seines Besuchs in Deutschland 1987

Nach dem Mauerfall im November 1989 war es erstmals wieder deutschen Fluggesellschaften erlaubt, Berlin anzufliegen. Dadurch steigerte sich die Anzahl der Flugverbindungen. Auch Contact Air nahm Liniendienste ab Saarbrücken auf und begann daraufhin mit dem Bau einer eigenen Technik-Halle. Im Frühjahr 1998 feierte die Regionalfluggesellschaft Cirrus Airlines ihren Erstflug ab Saarbrücken nach Hamburg. Noch im selben Jahr startete die Gesellschaft mit einer weiteren Strecke nach Dresden, ein Jahr später kamen Berlin-Tempelhof und Leipzig hinzu. Der Charterbereich wuchs kontinuierlich. Im Mai 2001 ging das neue Terminal in Betrieb, ein Jahr später das Parkhaus.

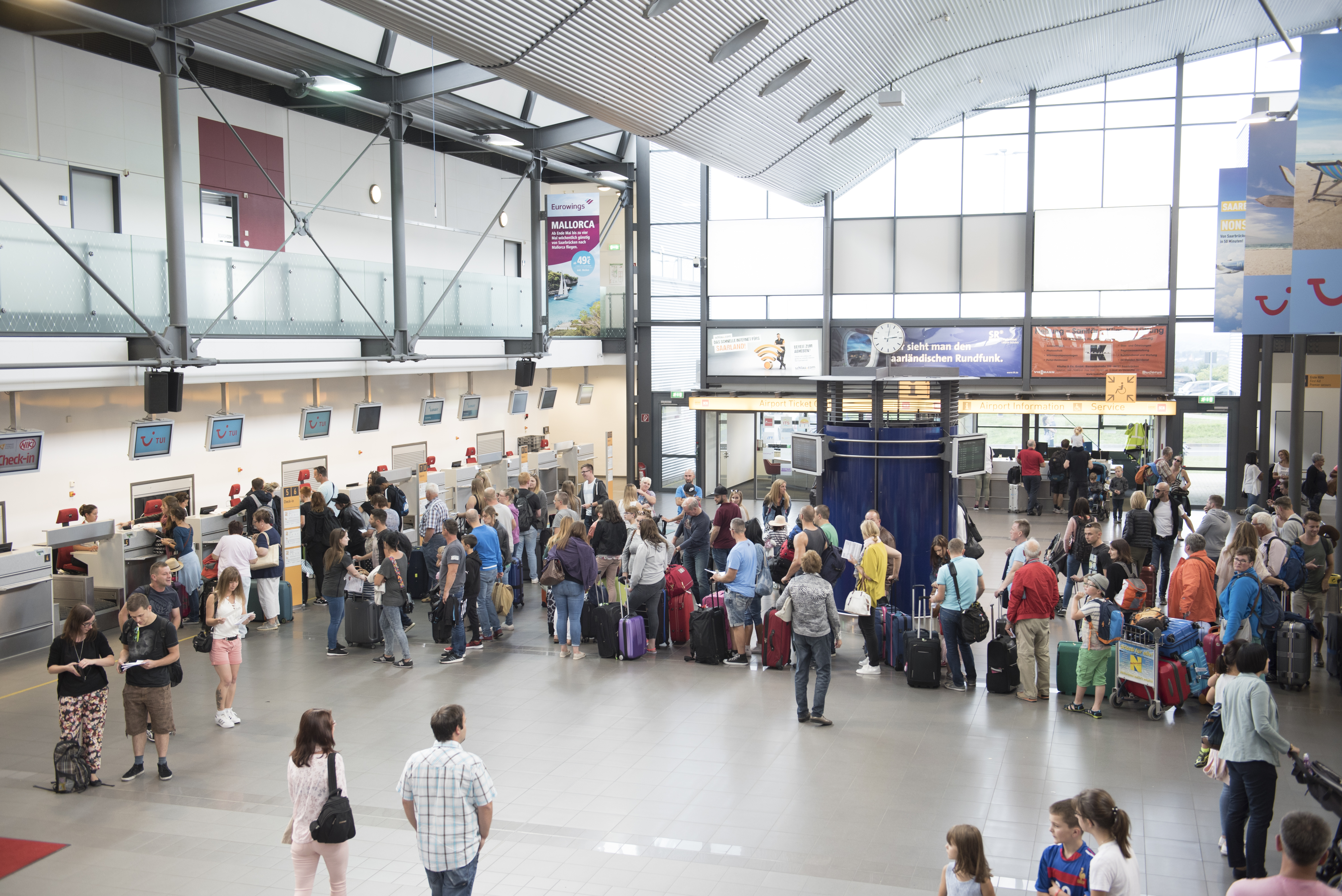
Terminal Innenansicht

Von 2004 bis 2005 wurde in mehreren Bauabschnitten auf der südlichen Seite des Flughafens eine Solaranlage mit einer Gesamtleistung von 4 MWp errichtet.

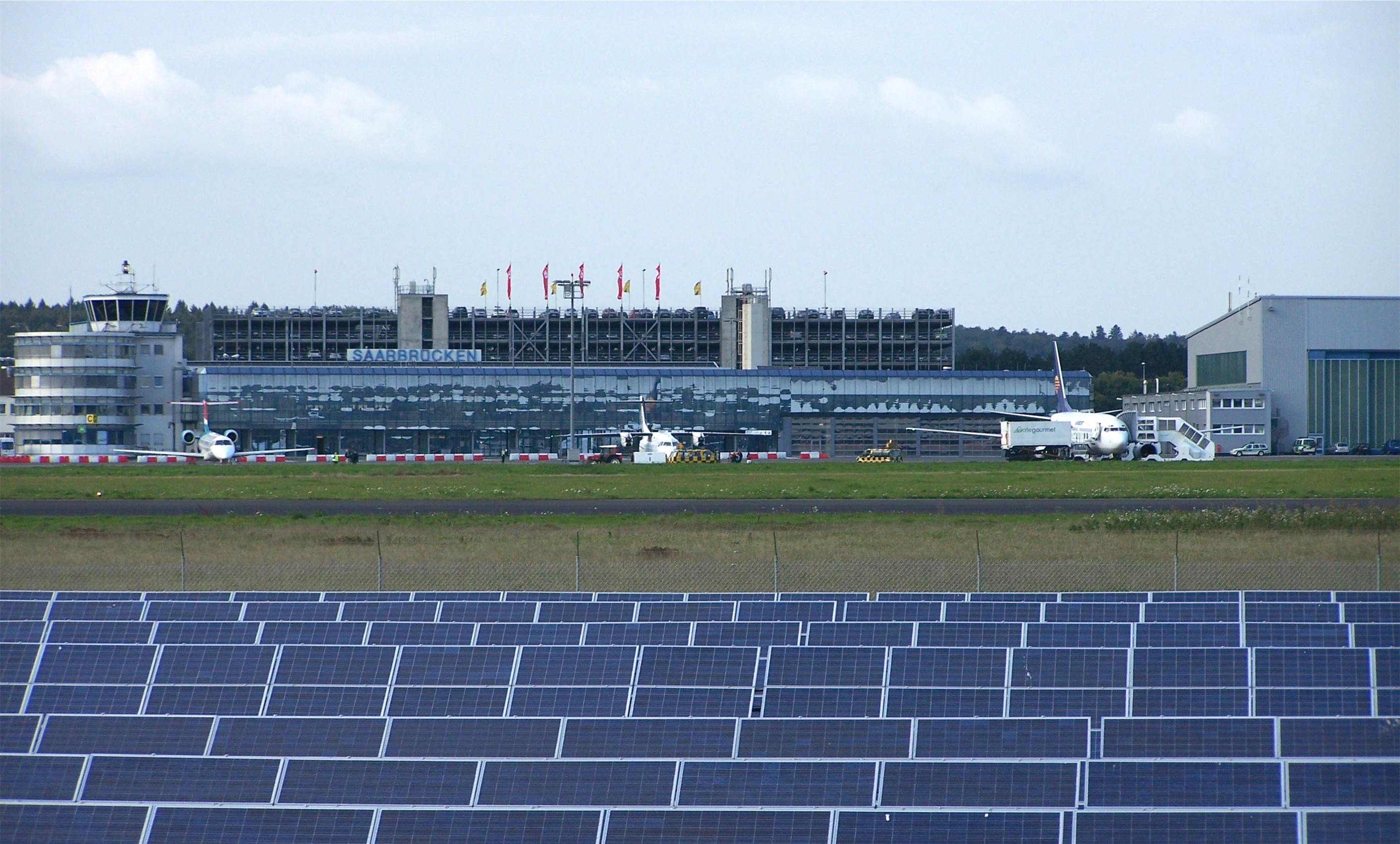
Blick auf das Terminal

Im September 2006 kündigte die Fluggesellschaft Hapagfly an, den Flughafen Saarbrücken zu verlassen und ihre Urlaubsflüge ins benachbarte Zweibrücken zu verlegen.
Im Januar 2007 kündigte die Fraport AG überraschend ihren Ausstieg aus dem Engagement zur Jahresmitte an. Air Berlin nahm im Herbst den Verkehr nach Berlin-Tegel auf, wenig später auch täglich nach Mallorca und München. Für den Saar-Flughafen verlief die Entwicklung positiv. Die Flughafen Saarbrücken GmbH, zu 100 Prozent im Landesbesitz, wurde 2008 gegründet. Erstmals in seiner 80-jährigen Geschichte überschritt der Flughafen Saarbrücken am 4. Dezember desselben Jahres die Passagierzahl von 500.000, ein Zugewinn von 150.000 Passagieren gegenüber dem Vorjahr.
Das Jahr 2014 wurde zu einem Schlüsseljahr für die Zukunft des Flughafens. Die EU billigte die staatlichen Zuschüsse für Saarbrücken und stützte mit dieser Entscheidung den Saarbrücker Standort. Der Flugplatz Zweibrücken, etwa 30 km vom Saarbrücker Flughafen entfernt und dessen Hauptkonkurrent, musste hingegen im November auf Druck der EU-Kommission schließen. TUIfly kehrte 2015 nach Saarbrücken zurück. Nach Jahren sinkender Passagierzahlen schaffte man eine Trendwende: Der Flughafen fertigte in diesem Jahr rund 480.000 Fluggäste ab nach 400.000 im Jahr zuvor. Am Jahresende verzeichnete der Flughafen Saarbrücken mit 17,4 Prozent den größten Zuwachs aller deutschen Flughäfen. Im Dezember 2015 wurde das neue Haupttor in Betrieb genommen. Das Gebäude ist eine Mischkontrollstelle mit General Aviation Terminal (GAT) und Vorfeldkontrolle (RAMP).

### Fluggesellschaften und Ziele
Innerdeutsch gibt es Verbindungen nach Berlin und Hamburg, im benachbarten Ausland nach Luxemburg. Ansonsten werden Touristik-Ziele im Mittelmeerraum und auf den Kanaren angeboten.

### Verkehrszahlen
| Betriebsjahr | Fluggastaufkommen | Luftfracht (t) | Flugbewegungen |
| ------------ | ----------------- | -------------- | -------------- |
| 2024         | 340.544           | 8              | 6.920          |
| 2023         | 310.734           | 45             | 7.127          |
| 2022         | 300.034           | 10             | 6.882          |
| 2021         | 151.729           | 11,6           | 5.902          |
| 2020         | 52.193            | 73,0           | 6.135          |
| 2019         | 368.138           | 27             | 9.619          |
| 2018         | 360.762           | 52,8           | 11.063         |
| 2017         | 401.965           | 18             | 10.776         |
| 2016         | 428.632           | 34             | 11.332         |
| 2015         | 467.092           | 84             | 12.646         |
| 2014         | 398.128           | 56             | 10.256         |
| 2013         | 407.650           | 240            | 11.124         |
| 2012         | 425.843           | 648            | 12.324         |
| 2011         | 453.652           | 393            | 14.483         |
| 2010         | 491.415           | 141            | 16.245         |
| 2009         | 469.933           | 104            | 15.691         |
| 2008         | 517.920           | 126            | 17.244         |
| 2007         | 349.822           | 192,6          | 14.524         |
| 2006         | 421.643           | 172,2          | 15.055         |
| 2005         | 486.230           | 227,4          | 14.202         |
| 2004         | 459.853           | 217            | 13.764         |
| 2002         | 461.299           | 325            | 15.164         |
| 2000         | 482.594           | 364            | 21.113         |
| 1996         | 394.535           | k. A.          | 22.097         |
| 1992         | 325.031           | k. A.          | 25.167         |
| 1988         | 223.794           | k. A.          | 28.575         |
| 1982         | 151.876           | k. A.          | 28.772         |

## Architektur/Einrichtungen

### Terminal

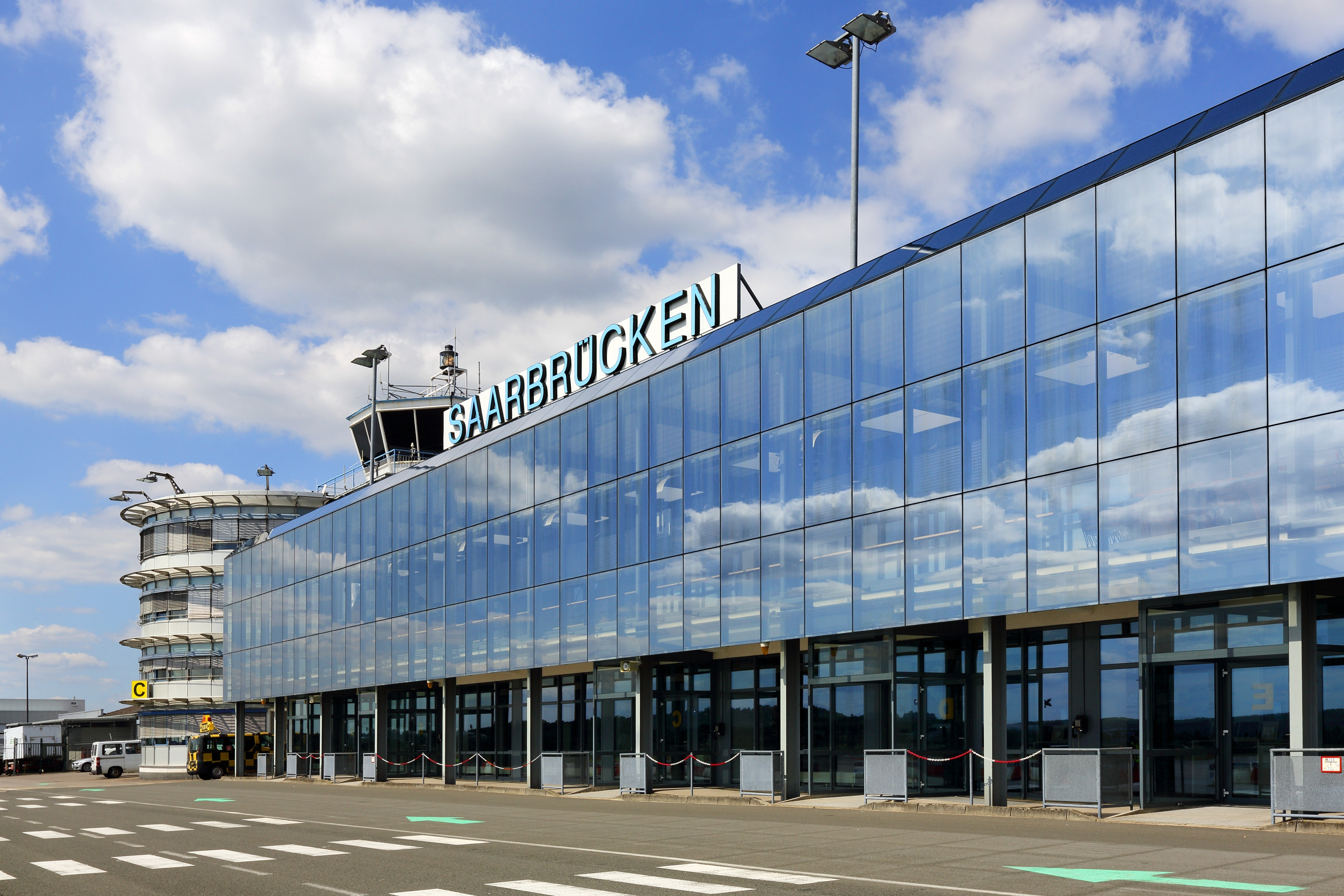
Terminal (Rückansicht)

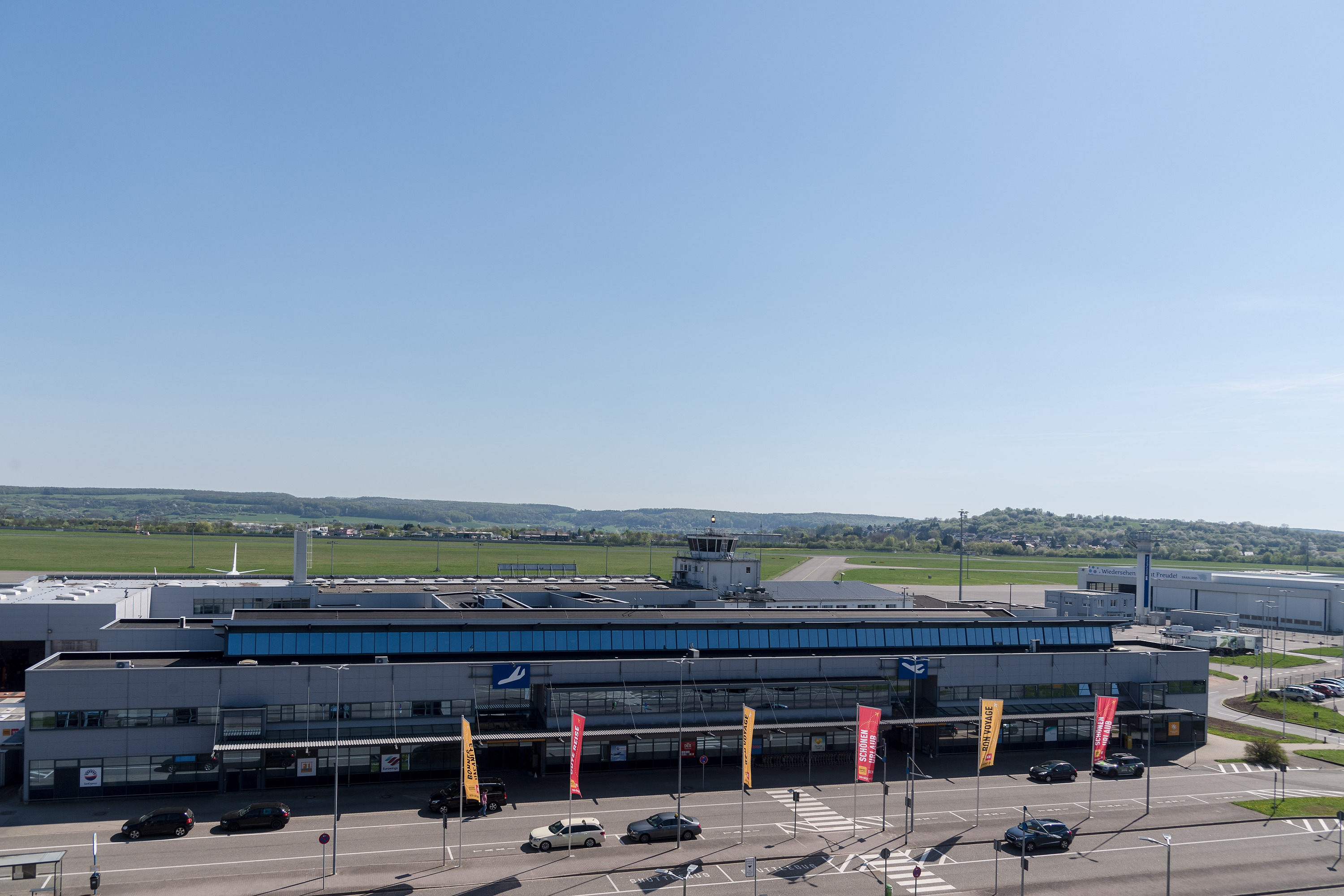
Terminal (Vorderansicht)

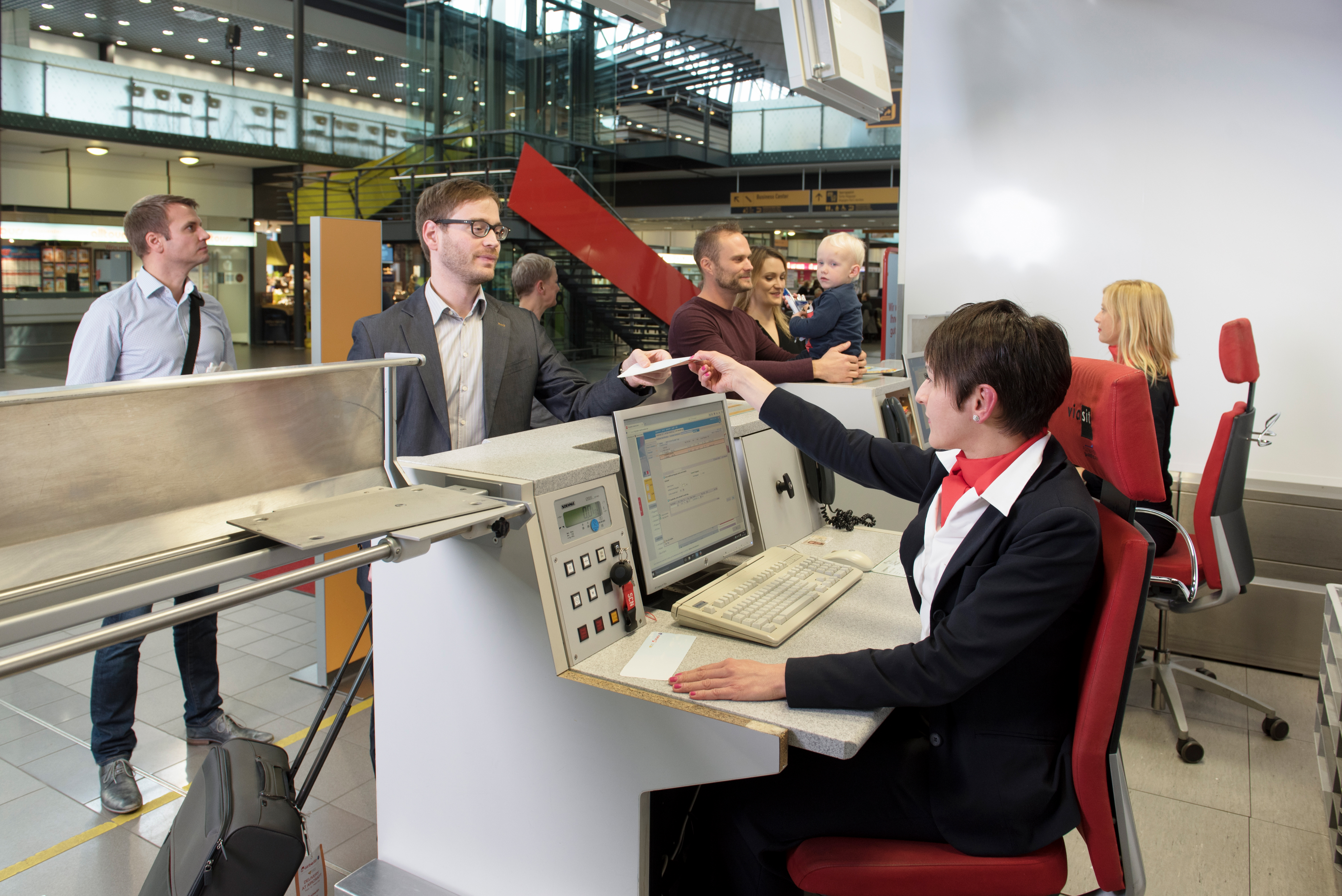
Check-In im Terminal

Ende 2001 wurde das Abfertigungsgebäude renoviert und um einen auf 700.000 Passagiere ausgelegten Terminal ergänzt. Markant sind das Dach, das einem Flügel nachempfunden ist, und die großformatigen Glasflächen. Auf zwei Ebenen sind die für die Passagiere und den Flugbetrieb notwendigen Funktionseinrichtungen untergebracht, im Erdgeschoss 12 Check-in-Schalter, Information, Lost & Found sowie der Service- und Sondergepäckschalter, sechs Reisebüros, das Flughafenbistro, eine Kids-Lounge sowie Mutter-Kind-Bereich. Im Obergeschoss befinden sich Konferenzräume, eine große Funktions-/Veranstaltungsfläche und eine Besucherterrasse mit Blick auf das Vorfeld und die Runway.
Beide Terminalebenen verbindet ein mit umlaufender Treppe versehener Glaskubus, in dem ein Lift untergebracht ist. Im Sicherheitsbereich erwarten den Fluggast fünf Gates, ein Duty-free-Shop, ein kleineres Bistro und die SCN Business Lounge. Der Terminal ist mit modernsten Informations- und Kommunikationsmitteln ausgestattet. Alle Hinweise und Ansagen erfolgen außer in deutscher und englischer auch in französischer Sprache – dies vor dem Hintergrund, dass etwa 25 Prozent der Fluggäste aus dem Nachbarland Frankreich kommen.
Außerdem bietet der Flughafen Saarbrücken Besuchern und Fluggästen mit eingeschränkter Mobilität ein spezielles Serviceangebot.

### Tower
Die Flugverkehrskontrolle am internationalen Flughafen Saarbrücken obliegt der Deutschen Flugsicherung (DFS). Der Flughafen ist gemeinsam mit zwei anderen Flughäfen in Deutschland (Flughafen Erfurt-Weimar, Flughafen Dresden) Teil eines Remote-Tower-Pilotprojektes der DFS, das über eine kameragesteuerte, digitale Luftraumbeobachtung eine zentrale Durchführung der Flugverkehrskontrolle (air traffic control, ATC) ermöglicht.
Am 4. Dezember 2018 wurde die Kontrolle des Luftraums D (CTR) und der Start-/Landebahn Saarbrückens zum Remote Tower Control (RTC) Center in der DFS Niederlassung Leipzig verlagert. Ein Regionalflugzeug war das erste Flugzeug, dessen Landeanflug aus Leipzig freigegeben wurde. Es setzte um 6.51 Uhr auf der Landebahn in Saarbrücken auf. Ein weiteres Regionalflugzeug war um 6.53 Uhr die erste Maschine, die ihre Startfreigabe aus Leipzig erhielt.

### Start- und Landebahn (Runway)
Der Flughafen Saarbrücken verfügt über eine in Ost-West-Richtung (08/26) verlaufende Runway, auf der Flugzeugtypen bis zur Größe der Boeing 767 und des Airbus A330 landen und starten können. Sie ist 1990 m lang und 45 m breit. Die Runway ist außerdem mit einem Anti-Skid-Belag versehen, dessen Spezial-Asphalt Aquaplaning vermindert und die Bremswirkung erhöht.
Das Instrumentenlandesystem ILS (instrument landing system), ein bodenbasiertes elektronisches Anflug-System, das dem Piloten bei Anflug Landekurs und Gleitpfad darstellt, ist für die Bahn 27 installiert. Dadurch sind auch bei schlechten Wetterbedingungen Präzisionsanflüge möglich. Die Installation eines ILS 09 ist aus topografischen Gründen nicht möglich. In dieser Richtung sind ein VOR/DME-, GPS- und Circling-Anflugverfahren eingerichtet. Eine Verlängerung der Start- und Landebahn, die zwischenzeitlich diskutiert wurde, ist mittlerweile wieder vom Tisch, da alle Fluggesellschaften mit der derzeitigen Bahnlänge keine Probleme haben.

### Flugsicherheit
Die Start-/Landebahn entspricht den internationalen ICAO-Standards. Allerdings verfügt sie in beiden Richtungen nur über eine 90 m (ICAO 240 m) lange RESA (runwayend safety area). Im März 2019 wurde der Flughafen auf der westlichen Seite als erster in Deutschland mit dem Notbremssystem EMAS (Engineered Materials Arrestor System) ausgestattet.
Gemäß den ICAO-Brandschutz-Richtlinien, die sich an dem größten am entsprechenden Flughafen landenden Flugzeug ausrichtet, ist der Flughafen Saarbrücken in die Brandschutzkategorie 7 (Flugzeuge von 39 – 49 m Länge bei einer maximalen Rumpfbreite von 5 m) eingestuft. Der Flughafen verfügt über eine eigene, entsprechend den ICAO-Richtlinien ausgestattete Feuerwehr, die u. a. über zwei leistungsstarke Flugfeldlöschfahrzeuge (Fassungsvermögen: 12.000 l Wasser/Schaum; 6.000 l Pumpvermögen pro min.) verfügt.

### Aussichtsplattform
Südlich des Flughafengeländes befindet sich an der Flughafenstraße L108 eine Open-Air-Aussichtsplattform, die einen panoramaartigen Blick auf die Start- und Landebahn, dort startende und landende Flugzeuge, das Vorfeld des Terminals und die sonstigen Einrichtungen ermöglicht.

## Unternehmen am Flughafen
Am Flughafen Saarbrücken sind die drei Werften und Wartungsbetriebe Contact Air Technik, Aviation Technik Saar (ATS) und Aero Avionik (AA) ansässig, ebenso die Flugschule Flightcenter Saar. Weiterhin vertreten sind das Unternehmen Finetime sowie diverse Reisebüros.

### Airline-Caterer am Flughafen
Der schweizerische Airline-Catering-Service Gate Gourmet betreibt eine Filiale am Flughafen Saarbrücken und beliefert die Flugzeuge mit Snacks, Mahlzeiten und Getränken.

## Zwischenfälle
- Am 19. Februar 1975 wurde eine Jakowlew Jak-40 der General Air (Luftfahrzeugkennzeichen D-BOBD) bei der Landung in Saarbrücken seitlich von der Landebahn weggesteuert, um ein Überrollen des Landebahnendes in einen steilen Abhang zu verhindern. Die mit 16 Passagieren und 2 Piloten besetzte Maschine durchbrach einen Zaun und kollidierte mit Bäumen. Außer dem schwerverletzten Flugkapitän kamen keine Personen zu Schaden. Das Flugzeug wurde als Totalschaden abgeschrieben.[17]

- Am 30. September 2015 verunglückte eine De Havilland DHC-8-400 der Luxair (LX-LGH) beim Start auf dem Flughafen Saarbrücken. Die aus Hamburg kommende Maschine sollte nach einer planmäßigen Zwischenlandung nach Luxemburg weiterfliegen. Laut Untersuchung der BFU fuhr die Copilotin irrtümlich das Fahrwerk noch vor dem Abheben ein.[18] Das Flugzeug rutschte über die Startbahn und kam wenig später auf dieser zum Stillstand. Keiner der 16 Passagiere und vier Besatzungsmitglieder wurde verletzt.[19] Aufgrund der Schwere der Beschädigung verzichtete Luxair auf eine Reparatur und entschied sich für den Neukauf einer Maschine.[20]

## Investitionen
- 2004 Gebäude Airport Business Center 4,4 Mio. €
- 2005 Jet Aviation Halle (Halle 9) 3,6 Mio. €
- 2005–2009 Erneuerung und Ertüchtigung der Start- und Landebahn 34,5 Mio. €
- 2009 Gerätehalle (Halle 12) 2,6 Mio. €
- 2015 Neues Haupttor 1,5 Mio. €
- 2015–2016 Neugestaltung und Erweiterung der Parkplätze 500 T€
- 2019 Installation eines EMAS-Systems 4,3 Mio. €

Die Europäische Kommission hat Investitionsbeihilfen zur Förderung regionaler Mobilität in Höhe von 35 Mio. Euro für die Modernisierung der Flughafeninfrastruktur und für die Absicherung der Betriebskosten des Regionalflughafens Saarbrücken genehmigt. Die Betriebskostenbeihilfe ist insgesamt auf einen Zeitraum von fünf Jahren (bis 2019) begrenzt.

## Umsatzzahlen
Die Umsatzzahlen wurden ab dem Jahr 2016 aufgrund einer veränderten, gesetzlich vorgeschriebenen Basis errechnet, sodass sie mit den Umsatzzahlen vorangegangener Jahre nicht vergleichbar sind.
- 2016: 8,4 Mio. Euro[22]